# جوليا فوكس
جوليا فوكس (بالإنجليزية: Julia Fox)‏ هي ممثلة إيطالية أمريكية. اشتهرت بأدائها لأول مرة في فيلم ان كت جيمز عام 2019، والذي تم ترشيحه لجائزة Breakthrough Actor Award في عام 2019 من جوائز جوثام.

## حياتها المبكرة
ولدت فوكس في ميلانو بإيطاليا لأم إيطالية وأب أمريكي. أمضت فوكس سنواتها الأولى بالعيش مع جدها. في السادسة من عمرها، انتقلت إلى مدينة نيويورك مع والدها وعاشت في يوركفيل، مانهاتن. عملت في العديد من الوظائف، بما في ذلك بائعة في متجر للأحذية ومحل لبيع الآيس كريم ومحل حلويات.

## مسيرتها التمثيلية
قبل دورها في ان كت جيمز، كانت فوكس مصممة ملابس وأطلقت خط ازياء نسائي ناجح مع صديقتها بريانا أندالور. عملت أيضًا كعارضة أزياء، حيث ظهرت في آخر طبعة من مجلة بلاي بوي في عام 2015. في عام 2017، استضافت فوكس معرضًا فنيًا بعنوان "فلترقدي بسلام يا جوليا فوكس"، والذي ضم لوحات حريرية مرسومة بدمائها.
ظهرت فوكس لأول مرة في فيلم ان كت جيمز عام 2019، حيث لعبت دور بائعة في صالة عرض وعشيقة بطل الفيلم هوارد راتنر، تاجر مجوهرات غريب الأطوار ومدمن مقامرة.

## حياتها الشخصية
في نوفمبر 2018، تزوجت فوكس من بيتر أرتيمييف، وهو طيار خاص في برايتون بيتش، بروكلين. وهم يقيمون في يوركفيل، مانهاتن.

## روابط خارجية
- جوليا فوكس على موقع IMDb (الإنجليزية)
- جوليا فوكس على موقع ألو سيني (الفرنسية)
- جوليا فوكس على موقع قاعدة بيانات الفيلم (الإنجليزية)